# Campeonato Mundial de Halterofilismo de 2021 - Até 102 kg masculino
A categoria até 102 kg masculino foi um evento do Campeonato Mundial de Halterofilismo de 2021, disputado em Tasquente, no Uzbequistão, no dia 15 de dezembro de 2021. 

## Calendário
Horário local (UTC+5)
| Dia            | Horário | Fase    |
| -------------- | ------- | ------- |
| 15 de dezembro | 13:00   | Grupo B |
| 15 de dezembro | 19:00   | Grupo A |

## Medalhistas
| Evento    | Ouro                  | Ouro   | Prata                      | Prata  | Bronze                 | Bronze |
| --------- | --------------------- | ------ | -------------------------- | ------ | ---------------------- | ------ |
| Arranque  | Jin Yun-seong (KOR)   | 180 kg | Rasoul Motamedi (IRI)      | 177 kg | Samvel Gasparyan (ARM) | 175 kg |
| Arremesso | Rasoul Motamedi (IRI) | 220 kg | Bekdoolot Rasulbekov (KGZ) | 217 kg | Amir Hoghoughi (IRI)   | 216 kg |
| Total     | Rasoul Motamedi (IRI) | 397 kg | Jin Yun-seong (KOR)        | 396 kg | Amir Hoghoughi (IRI)   | 388 kg |

## Recordes
Antes desta competição, o recorde mundial da prova era o seguinte:
| Recorde         | Tipo      | Atleta         | Peso   | Local | Data                  |
| Recorde Mundial | Arranque  | Padrão mundial | 191 kg |       | 1 de novembro de 2018 |
| Recorde Mundial | Arremesso | Padrão mundial | 231 kg |       | 1 de novembro de 2018 |
| Recorde Mundial | Total     | Padrão mundial | 412 kg |       | 1 de novembro de 2018 |

## Resultado
Os resultados foram os seguintes. 
| Pos.              | Atleta                     | Grupo | Arranque (kg) | Arranque (kg) | Arranque (kg) | Arranque (kg)     | Arremesso (kg) | Arremesso (kg) | Arremesso (kg) | Arremesso (kg)    | Total |
| Pos.              | Atleta                     | Grupo | 1             | 2             | 3             | Resultado         | 1              | 2              | 3              | Resultado         | Total |
| ----------------- | -------------------------- | ----- | ------------- | ------------- | ------------- | ----------------- | -------------- | -------------- | -------------- | ----------------- | ----- |
| Medalha de ouro   | Rasoul Motamedi (IRI)      | A     | 170           | 170           | 177           | Medalha de prata  | 215            | 220            | 220            | Medalha de ouro   | 397   |
| Medalha de prata  | Jin Yun-seong (KOR)        | A     | 176           | 180           | 183           | Medalha de ouro   | 216            | 216            | 220            | 4                 | 396   |
| Medalha de bronze | Amir Hoghoughi (IRI)       | A     | 167           | 172           | 175           | 5                 | 210            | 216            | 218            | Medalha de bronze | 388   |
| 4                 | Bekdoolot Rasulbekov (KGZ) | A     | 163           | 163           | 167           | 9                 | 207            | 216            | 217            | Medalha de prata  | 384   |
| 5                 | Aleksandr Kibanov (FRH)    | A     | 165           | 170           | 173           | 7                 | 203            | 208            | 212            | 5                 | 378   |
| 6                 | Vasil Marinov (BUL)        | A     | 168           | 172           | 173           | 8                 | 205            | 211            | 212            | 6                 | 373   |
| 7                 | Aliaksandr Venskel (BLR)   | B     | 167           | 167           | 172           | 4                 | 200            | 205            | 205            | 9                 | 372   |
| 8                 | Fedor Petrov (FRH)         | A     | 160           | 160           | 165           | 13                | 205            | 205            | 208            | 7                 | 365   |
| 9                 | Irakli Chkheidze (GEO)     | B     | 157           | 162           | 162           | 10                | 193            | 201            | 206            | 8                 | 363   |
| 10                | Zaza Lomtadze (GEO)        | B     | 151           | 155           | 158           | 14                | 187            | 193            | 198            | 10                | 351   |
| 11                | Tudor Ciobanu (MDA)        | B     | 155           | 160           | 163           | 12                | 190            | 196            | 196            | 11                | 350   |
| 12                | Dong Bing-cheng (TPE)      | B     | 155           | 160           | 163           | 11                | 190            | 190            | 197            | 12                | 350   |
| 13                | Kurbonmurod Nomozov (UZB)  | B     | 148           | 153           | 157           | 15                | 180            | 187            | —              | 13                | 340   |
| 14                | Rashed Quran (CAN)         | B     | 145           | 145           | 150           | 16                | 175            | 180            | 185            | 14                | 330   |
| 15                | Jack Madanamoothoo (MRI)   | B     | 135           | 145           | 145           | 17                | 160            | 171            | 175            | 15                | 306   |
| —                 | Samvel Gasparyan (ARM)     | A     | 175           | 180           | 181           | Medalha de bronze | 215            | 215            | 215            | —                 | —     |
| —                 | Arsen Martirosyan (ARM)    | A     | 170           | 175           | 175           | 6                 | 210            | 210            | 210            | —                 | —     |